# 韩敏芳
韩敏芳，清华大学能源与动力工程系教授，主要从事固体氧化物燃料电池（SOFC）和氢能技术研究。韩敏芳曾入选2011年度中国教育部长江学者特聘教授，还担任《中国化学工程学报》主编，获得过中国国家科技进步奖二等奖。